# The Children's Voice
The Children’s Voice fue una organización benéfica internacional fundada en 2005 por J.K. Rowling con el propósito de mejorar la vida de los niños vulnerables, especialmente aquellos que vivían en instituciones. Así pues, la organización fue creada en respuesta a las condiciones extremas en las que vivían muchos niños en Europa del Este, particularmente aquellos con discapacidades, que estaban recluidos en instituciones de cuidado con poca o ninguna atención personalizada.
De esta manera, el objetivo principal de la fundación era poner fin a la institucionalización de niños y promover su cuidado en entornos familiares y comunitarios, en lugar de en grandes instituciones. En 2010, The Children’s Voice cambió su nombre a Lumos, inspirado en el hechizo Lumos de la serie Harry Potter, el cual simboliza la luz que ilumina la oscuridad, reflejando la misión de la organización de iluminar la vida de los niños vulnerables.

## Historia
La historia de The Children’s Voice comenzó en 2005, cuando J.K. Rowling, sensibilizada por los informes sobre las condiciones de vida de niños en instituciones, decidió actuar. Durante sus primeros años, la organización centró sus esfuerzos en investigar y exponer la situación de niños en Europa del Este, particularmente en países como Rumanía, donde miles de niños vivían en orfanatos masificados y enfrentaban negligencia severa.
A medida que creció, The Children’s Voice desarrolló programas piloto para demostrar que era posible trasladar a los niños de instituciones a entornos familiares con el apoyo adecuado. En 2010, el cambio de nombre a Lumos marcó una nueva etapa, consolidando su misión global de poner fin a la institucionalización de niños y trabajar en colaboración con gobiernos y comunidades para establecer sistemas de protección infantil basados en el cuidado familiar. Desde entonces, Lumos ha ampliado su alcance a otros países y ha jugado un papel clave en la reducción del número de niños en instituciones a nivel mundial.

### Objetivos
El objetivo central de Lumos es erradicar la institucionalización de los niños y proporcionarles un entorno adecuado para su crecimiento, ya sea en sus propias familias o en entornos comunitarios. La organización trabaja a nivel global, centrando sus esfuerzos principalmente en Europa del Este, América Latina y África. Además de la ayuda directa a los niños, Lumos también aboga por reformas en las políticas públicas que promuevan el cuidado alternativo en lugar de la institucionalización.
A lo largo de los años, la fundación ha realizado una gran cantidad de campañas de sensibilización y ha trabajado de cerca con organizaciones internacionales como la Unión Europea y la Organización Mundial de la Salud para influir en las políticas de cuidado infantil. Lumos también ha dirigido fondos y recursos hacia la creación de servicios comunitarios de apoyo a la familia.

### Apoyos
La fundación ha contado con el apoyo de numerosas personas y organizaciones a lo largo de los años. J.K. Rowling, además de ser la cofundadora, ha sido una de las mayores donantes y defensora de la causa. Además de la autora, figuras públicas y celebridades han ayudado a promover la misión de Lumos. Entre los principales colaboradores se encuentran Emma Nicholson, quien fue fundamental en los primeros días de la fundación, y otras figuras políticas y activistas que han apoyado la causa.
Lumos también ha recibido apoyo significativo de organismos internacionales, como la Comisión Europea, que en 2018 aprobó una legislación para redirigir los fondos destinados a la construcción de nuevas instituciones hacia la creación de servicios alternativos para los niños.

### Logros e impactos
Lumos ha tenido un impacto considerable en la mejora de la vida de los niños vulnerables. A través de su trabajo de incidencia y programas directos, ha logrado que miles de niños sean reubicados en hogares familiares y se les proporcione una mejor calidad de vida. También ha sido crucial en la sensibilización sobre los efectos negativos de la institucionalización, que pueden tener consecuencias graves en el desarrollo emocional y psicológico de los niños.
La fundación también ha trabajado con gobiernos y organizaciones internacionales para cambiar las leyes y políticas relacionadas con el cuidado infantil. Uno de sus mayores logros fue la reorientación de los fondos de la Unión Europea hacia el cuidado infantil comunitario en lugar de hacia nuevas instituciones, una victoria significativa en su lucha por los derechos de los niños.